# Phyllanthus barbarae
Phyllanthus barbarae är en emblikaväxtart som beskrevs av Marshall Conring Johnston. Phyllanthus barbarae ingår i släktet Phyllanthus och familjen emblikaväxter. Inga underarter finns listade i Catalogue of Life.